# بهجات
قرية بهجات هي إحدى القرى التابعة لمركز الزقازيق في محافظة الشرقية في جمهورية مصر العربية. حسب إحصاءات سنة 2006، بلغ إجمالي السكان في بهجات 4131 نسمة، منهم 2137 رجل و1994 امرأة.